# 紅色電話亭

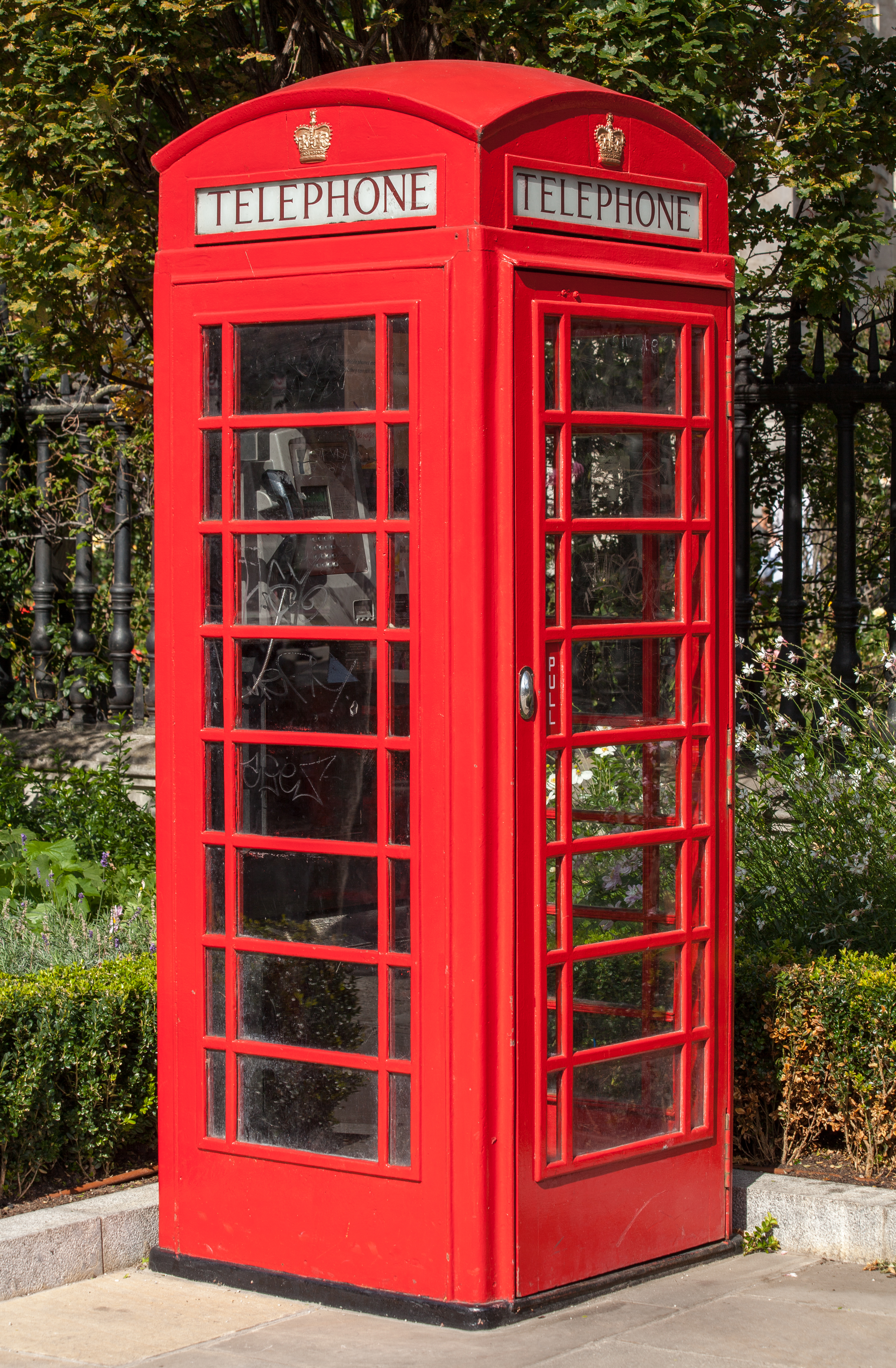
典型的K6电话亭，摄于伦敦

红色电话亭是英国的标志性电话亭，是英国最典型的文化标志之一，但也见于马耳他、百慕大群岛和直布罗陀。因为行動電話的普及，使用公用电话的人数不断减少，其数量也在逐年降低，但在英国街头仍很常见。2006年，它被评为英国十大设计标志之一。

## 历史

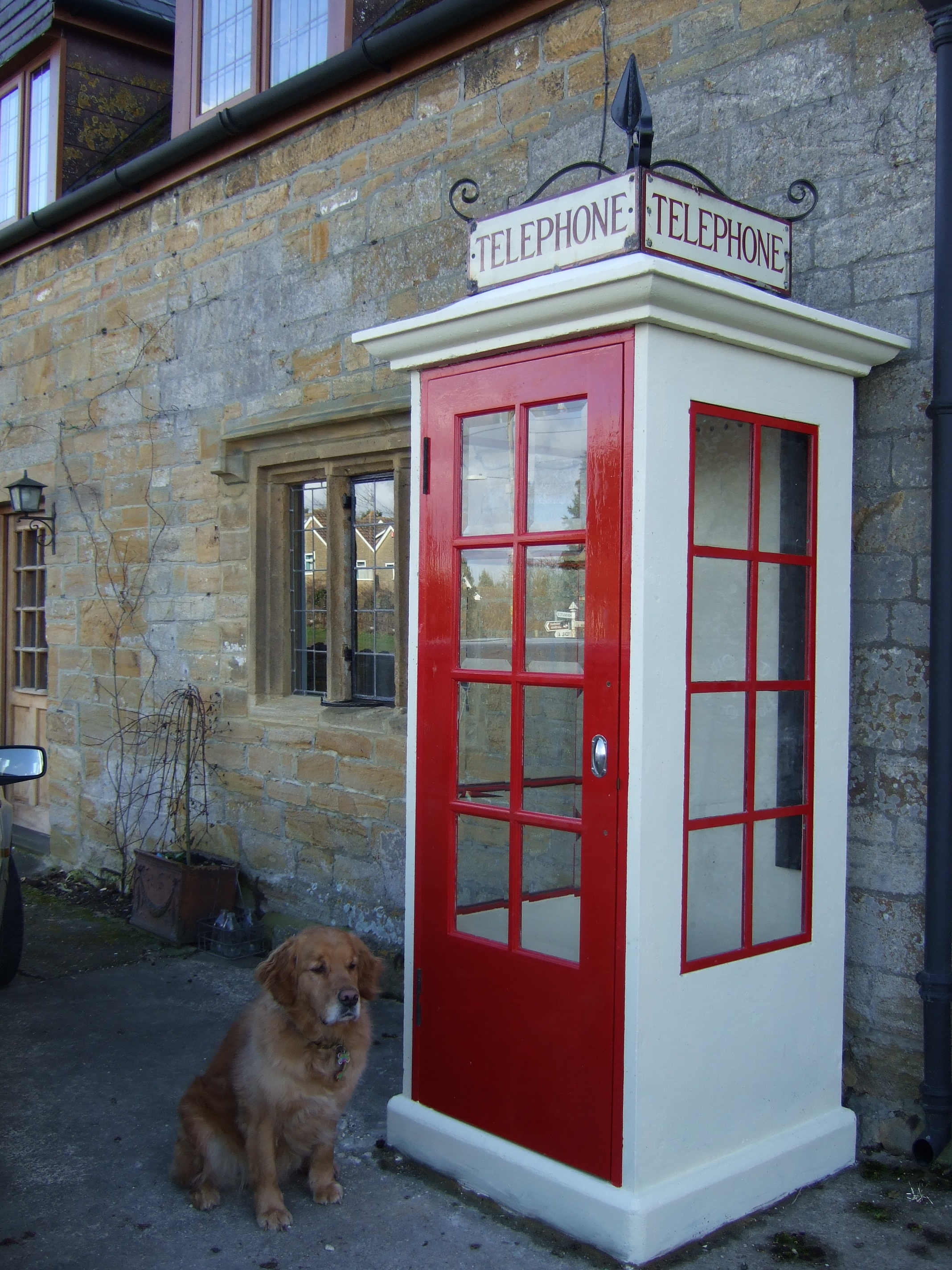
K1，萨默塞特郡庭庭胡尔

### K1
1921年第一个K1电话亭生产出来，树立于赫尔河畔金斯敦，质地是混凝土。截止2017年，全英总共还剩六个K1电话亭，全部为二级登录建筑。

### K2

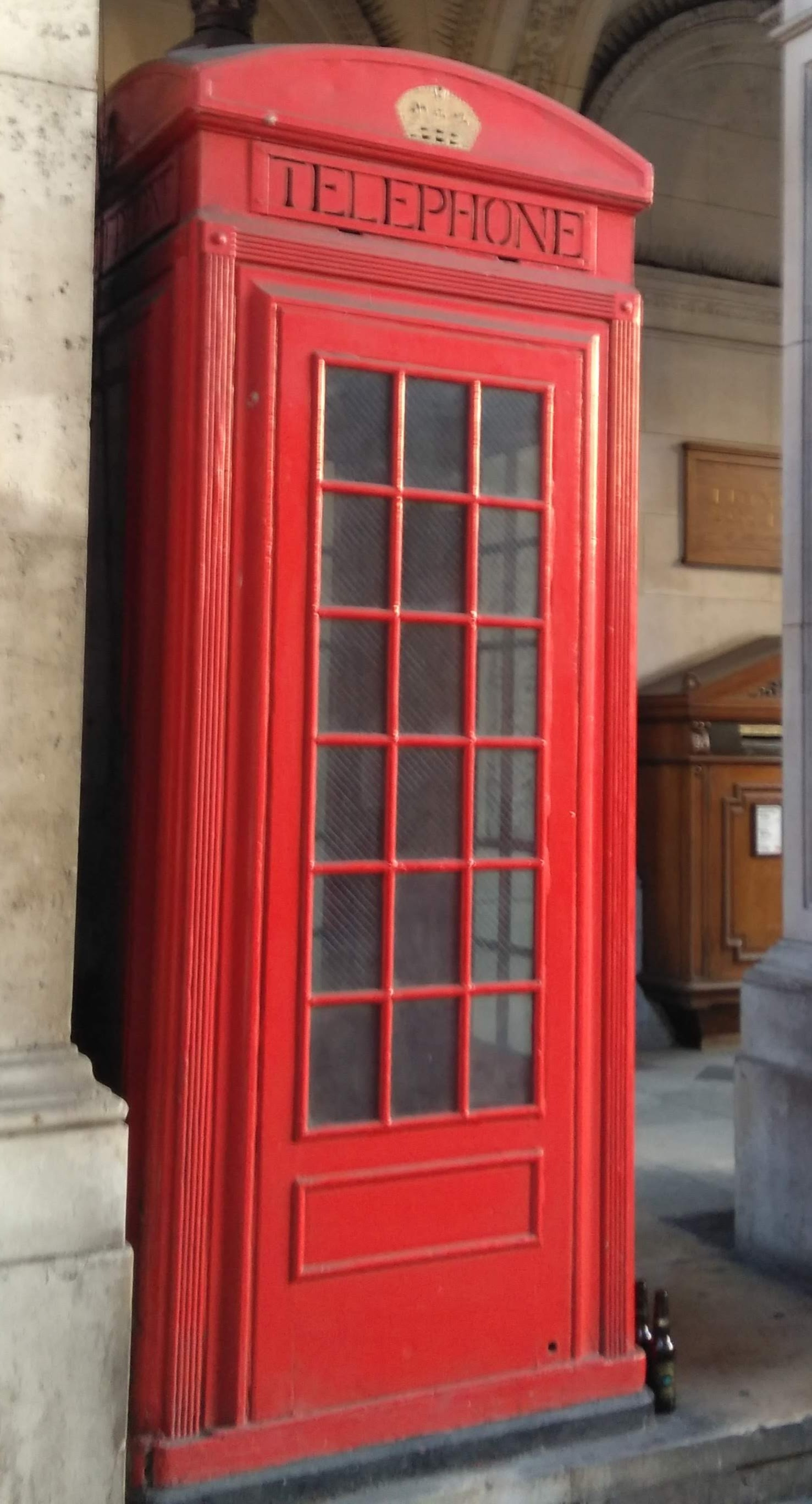
K2，伦敦皇家音乐学院

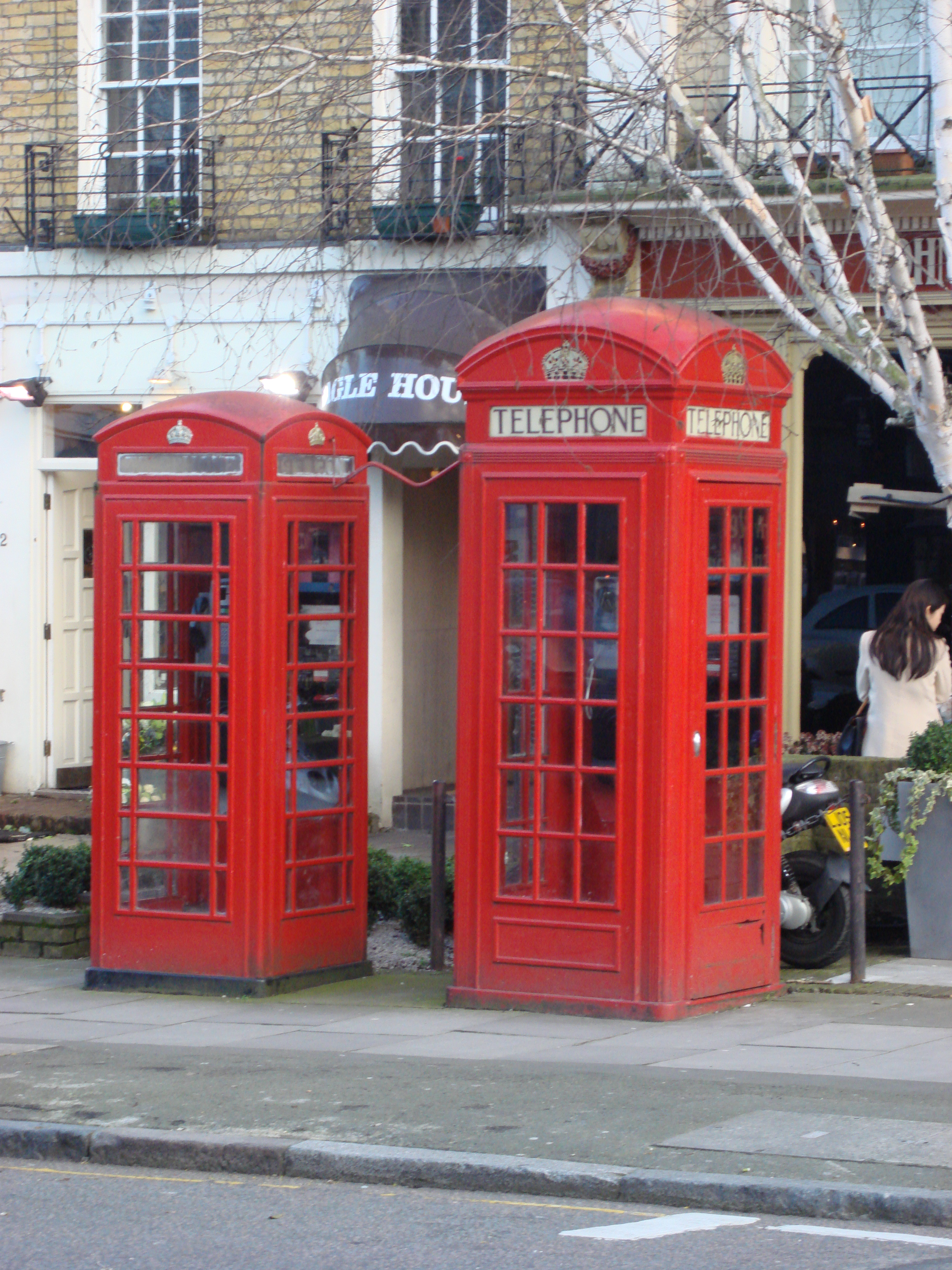
K6（左）和 K2（右），圣约翰伍德高街

为了选出理想的电话亭，1924年皇家艺术委员会组织了一个艺术设计比赛，贾莱斯·吉尔伯特·斯科特的设计脱颖而出。他最初设计的电话亭是木质的，唯一一个这样的K2电话亭现存于伦敦皇家音乐学院，剩下的全部为皇家邮政改造的铁制电话亭。
此外，从1926年开始，所有的红色电话亭上都画上了皇冠。

### K3
K3也是小贾莱斯·吉尔伯特·斯科特设计的，1929年启用，设计基本与K2一致，只是材质改为混凝土。

### K4
K4是皇家邮政工程部门自己在1927年设计的，总共就造了50个。

### K5
K5是1934年设计的，但K5的相关资料很少，也没有生产很多。

### K6
为了庆祝乔治五世银婚，1935年K6被设计出来，设计师仍然是斯科特，次年投产，并迅速扩散到全国各地。

### K7和K8

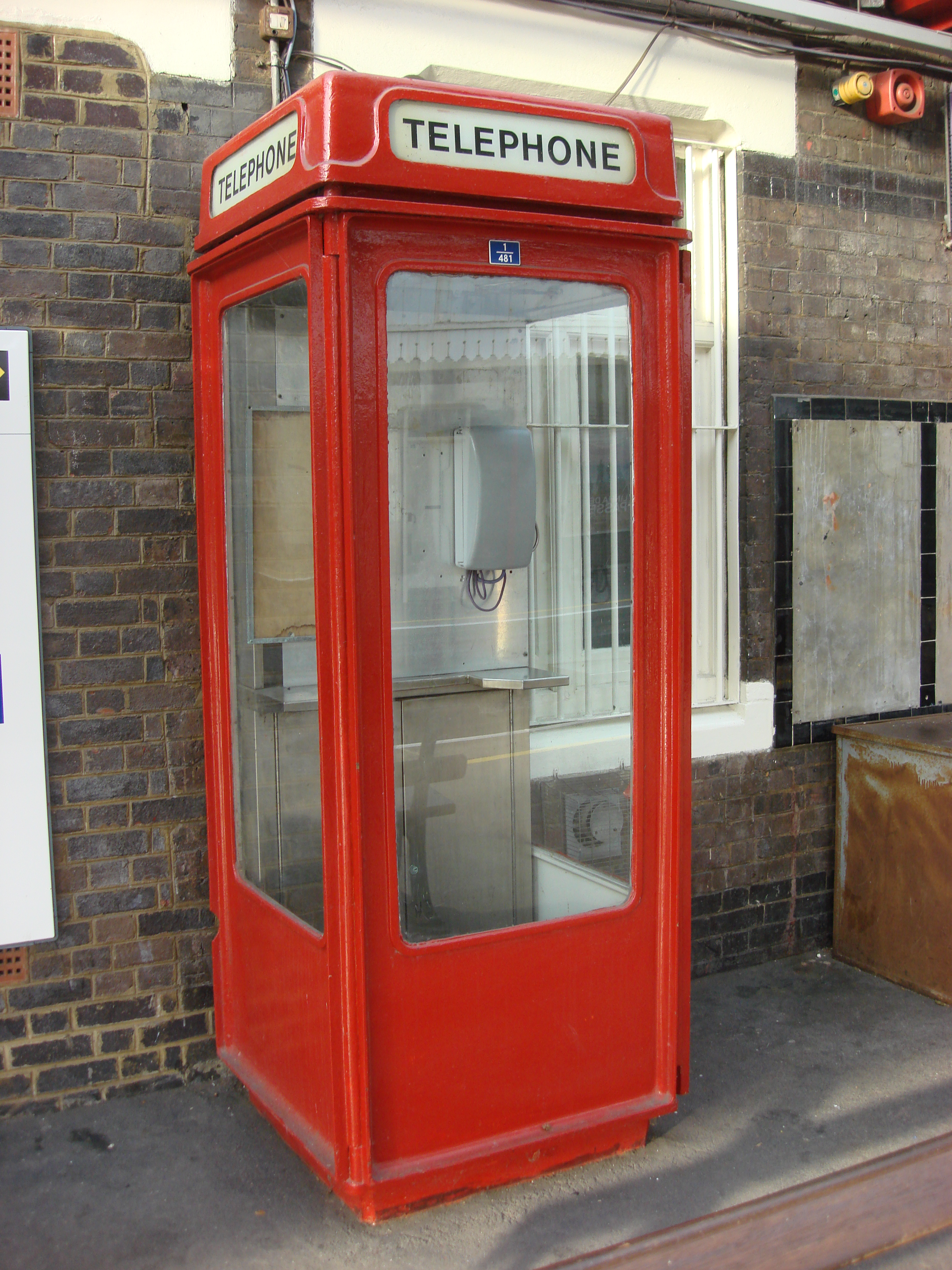
K8，阿默舍姆站

1959年，建筑师内维尔·康德（Neville Conder）设计了K7电话亭，1968年布鲁斯·马丁（Bruce Martin）又设计了K8。1970年代末80年代初，英国还有生产一种小型的黄色电话亭，即Booth 7A。

## KX系列

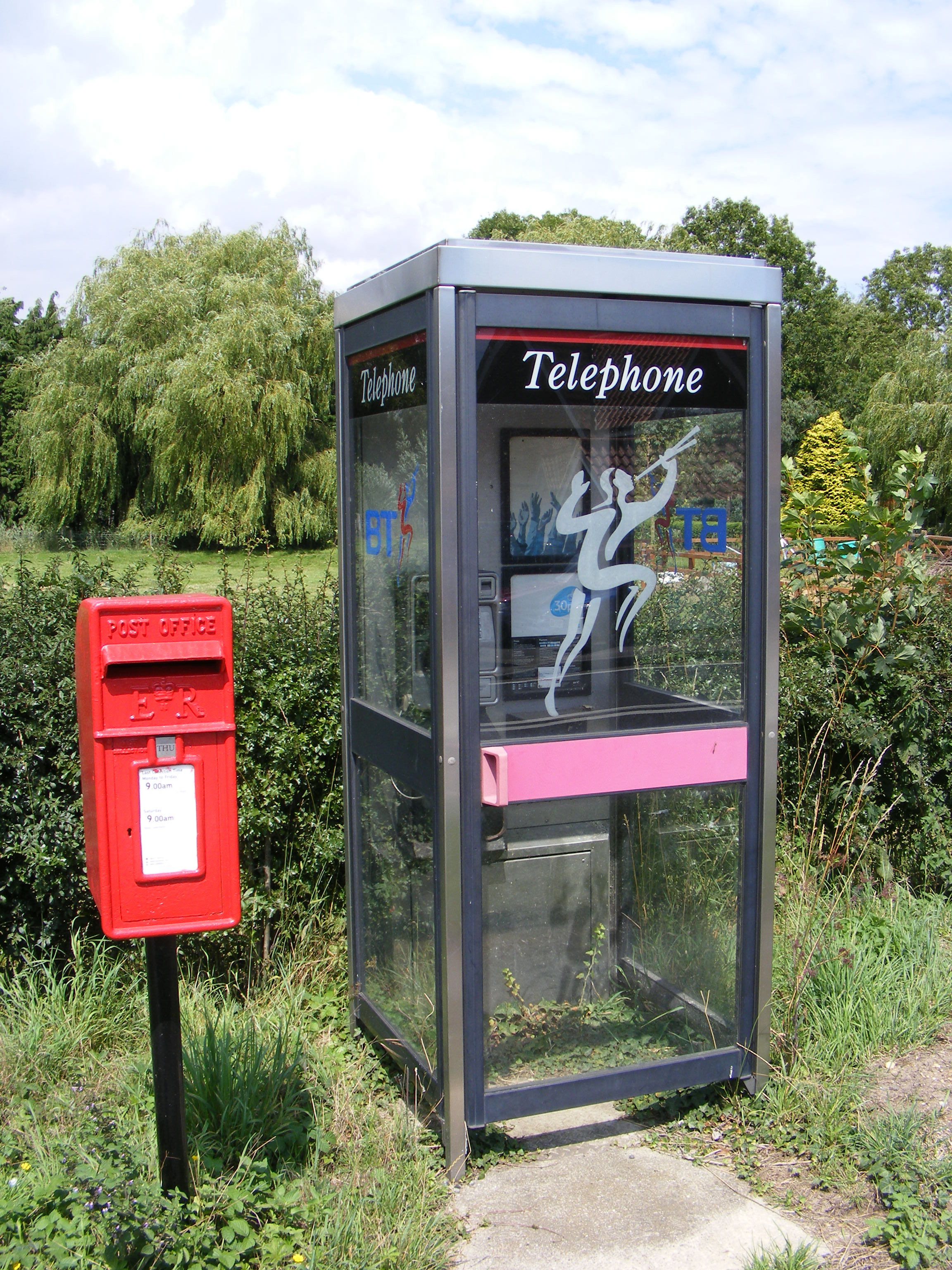
KX100

1980年，皇家邮政的电话业务分离出来产生英国电信集团（BT）。1981年2月，有消息称BT将会把所有电话亭都将被改漆成黄色。这个消息引发了强烈的民众抗议。英国上议院议员第二代高里伯爵格雷·鲁思文要求BT放弃“这个可笑的计划”。撒切尔夫人也因此被下议院议员责问。不久后，BT只改漆了90个电话亭（当时总共约77,000个）便放弃了此计划。
1982年，BT开始生产自己的KX100电话亭以取代其他电话亭，之后该公司又陆续生产了KX200、KX300等系列。

## 文化保存
一些地方政府则开始保护传统的红色电话亭，有约两千个红色电话亭被列为登录建筑。而很多电话亭也不再設有公用电话，而是改成了淋浴间、图书室、儲藏室等，有的甚至配上了去纤颤器（AED），也有些電話亭被收藏家收購。截止2020年1月，大概只有两千个红色电话亭还能正常使用。

## 增长速度
| 年代  | 数量   | 注释         |
| ----- | ------ | ------------ |
| 1925– | 1,000  | K1           |
| 1930– | 8,000  | 加上K2 & K3  |
| 1935– | 19,000 | K6启用       |
| 1940– | 35,000 |              |
| 1950– | 44,000 |              |
| 1960– | 64,000 |              |
| 1970– | 70,000 | K8在1968启用 |
| 1980– | 73,000 |              |